# 존 던스터블
존 던스터블(John Dunstaple, 1390년 ~ 1453년 12월 24일)은 영국의 중세 말기 다성음악 작곡가였다.
15세기 최대의 영국 작곡가로 역사적으로는 뒤파이, 뱅슈와 등 부르고뉴 악파에 영향을 준 사람으로서 평가되고 있다. 작품으로는 미사곡, 모테토 등이 있고 작품은 보수적인 경향과 진보적인 경향의 양면을 지니고 있으나 3도, 6도를 유효하게 사용하여 화성기능에 대하여 이미 우수한 감각을 나타내고 있음을 볼 수 있다.